# Zeitschrift für Wasserrecht
Die Zeitschrift für Wasserrecht (abgekürzt ZfW) ist eine juristische Fachzeitschrift, in der Aufsätze und Gerichtsentscheidungen sowie Buchbesprechungen zum Wasserrecht veröffentlicht werden.
Sie erscheint seit 1962 vierteljährlich im Carl Heymanns Verlag, derzeit in einer Auflage von 750 Exemplaren. Herausgegeben wird sie vom Institut für Deutsches und Europäisches Wasserwirtschaftsrecht der Universität Trier.